# Konstytucja Japonii
Konstytucja Japonii (jap. 日本国憲法 Nihon-koku Kenpō) – najważniejszy akt prawny, ustawa zasadnicza Państwa Japońskiego, z dnia 3 listopada 1946 roku, zwana także Konstytucją Shōwa (昭和憲法 Shōwa-kenpō), od nazwy ówczesnego okresu panowania cesarza Shōwa, Hirohito (25.12.1926–7.1.1989).

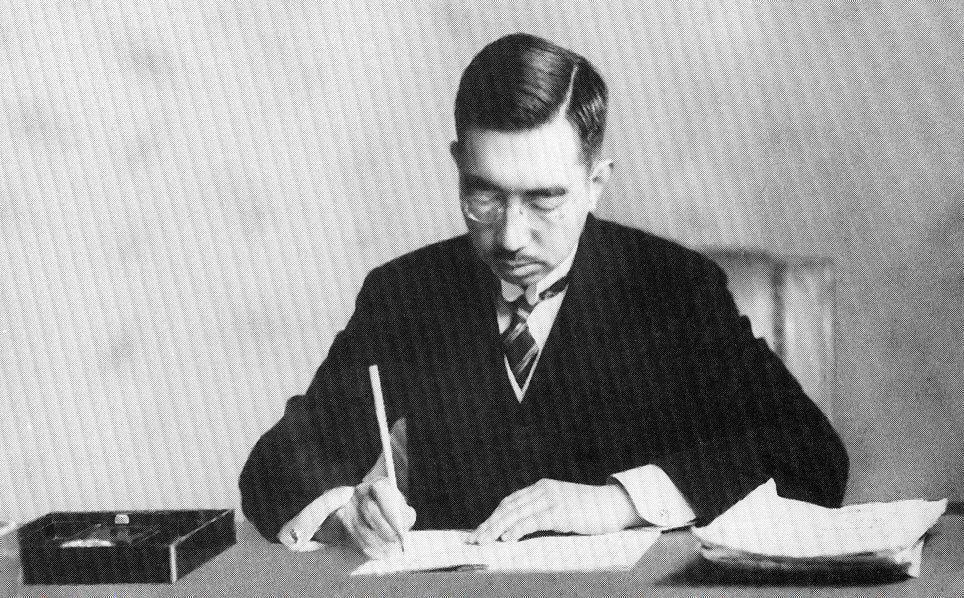
Cesarz Hirohito podpisuje konstytucję, 3.11.1946 r.

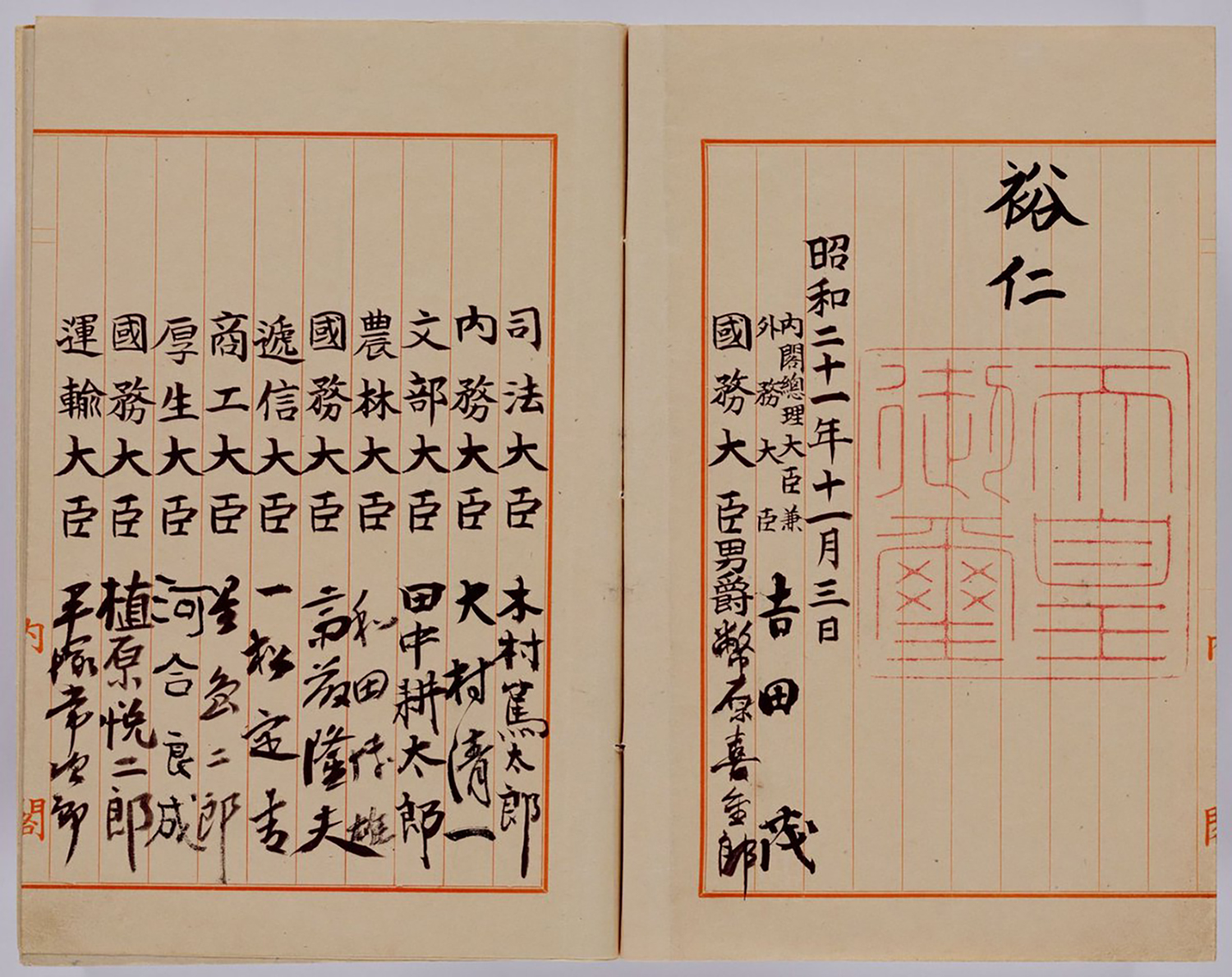
Podpis cesarza (po prawej u góry) i jego pieczęć (poniżej); po lewej kontrasygnaty premiera i ministrów (początek listy)

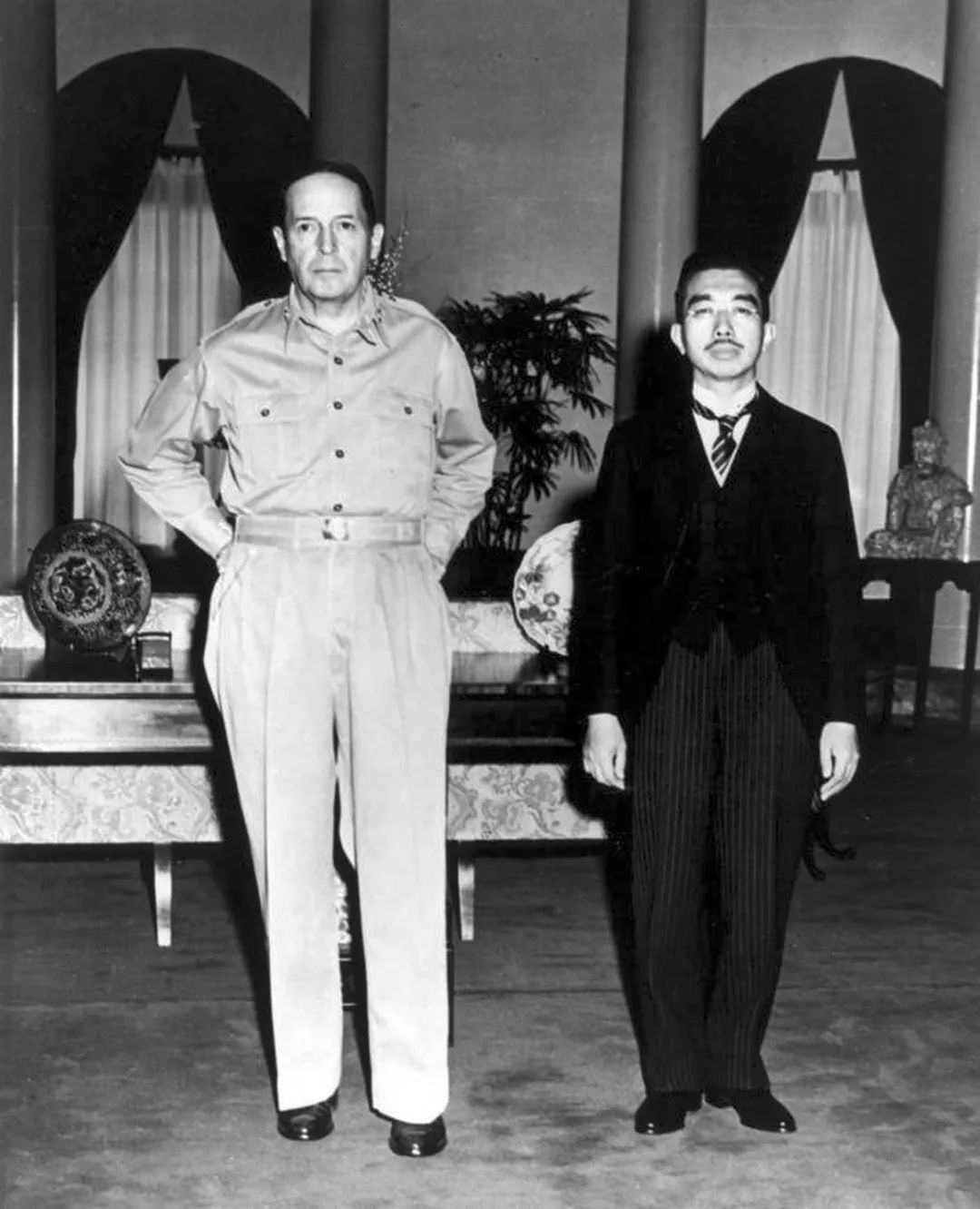
Cesarz Hirohito i gen. MacArthur, Ambasada USA w Tokio, 27 września 1945 r.

Konstytucja została przyjęta przez Zgromadzenie Narodowe w dniu 7 października 1946 roku i promulgowana przez cesarza Hirohito 3 listopada 1946 roku. Weszła w życie 3 maja 1947 roku.

## Redagowanie konstytucji
W wyniku zakończenia II wojny światowej Japonia zmuszona została do uznania warunków „deklaracji poczdamskiej” (日本への降伏要求の最終宣言; Nihon e no kōfuku yōkyū no saishū sengen, „Proclamation Defining Terms for Japanese Surrender”). W październiku 1945 roku premier Kijūrō Shidehara mianował prawnika i polityka, Jōji Matsumoto, szefem komisji mającej na celu zbadanie kwestii zmiany konstytucji. W lutym 1946 roku sztab gen. Douglasa MacArthura, naczelnego dowódcy sił sprzymierzonych (SCAP – Supreme Commander for the Allied Powers), zorientował się, że komisja Matsumoto nie była w stanie przygotować demokratycznej konstytucji. Nakazał więc swojej Government Section, aby opracowała odpowiedni projekt. W dniu 13 lutego 1946 roku gotowy szkic został dostarczony rządowi japońskiemu. Po trudnych negocjacjach strony zgodziły się na projekt zaproponowany przez SCAP. Aby zapewnić ciągłość prawną z Konstytucją Meiji, nowa konstytucja została przyjęta w formie poprawki przyjętej prawie jednogłośnie przez obie izby Parlamentu Cesarskiego.

## Edykt cesarski
Konstytucja rozpoczyna się edyktem cesarskim (上諭 jōyu), z podpisem cesarza i jego pieczęcią. Jest kontrasygnowany przez premiera (Shigeru Yoshida) i ministrów, zgodnie z wymogami poprzedniej Konstytucji Meiji.

„Wyrażając swoją głęboką radość, że fundamenty pod budowę nowej Japonii zostały ustanowione zgodnie z wolą japońskiego Narodu, niniejszym zgodnie z art. 73 Konstytucji oraz po zasięgnięciu opinii Tajnej Rady Cesarstwa podpisuję i ogłaszam zmianę konstytucji Japonii uchwaloną przez Cesarski Parlament”.

Podpisano: Hirohito, pieczęć cesarza
Trzeciego dnia jedenastego miesiąca dwudziestego pierwszego roku Shōwa (3 listopada 1946 r.)

## Struktura konstytucji
Konstytucja składa się z preambuły i 103 artykułów ujętych w 11 rozdziałach.
- Preambuła
- Rozdział I. Cesarz (art. 1 – 8)
- Rozdział II. Wyrzeczenie się wojny (art. 9)
- Rozdział III. Prawa i obowiązki Narodu (art. 10 – 40)
- Rozdział IV. Zgromadzenie Narodowe (art. 41 – 64)
- Rozdział V. Rząd (art. 65 – 75)
- Rozdział VI. Sądownictwo (art. 76 – 82)
- Rozdział VII. Finanse (art. 83 – 91)
- Rozdział VIII. Samorząd lokalny (art. 92 – 95)
- Rozdział IX. Zmiana Konstytucji (art. 96)
- Rozdział X. Prawo najwyższe (art. 97 – 99)
- Rozdział XI. Przepisy przejściowe (art. 100 – 103)

Konstytucja zapewnia parlamentarny system rządów, w którym dziedziczny monarcha jest „symbolem państwa i jedności narodu". Cesarz jest symbolem Państwa i jedności Narodu, a jego pozycja jest wyrazem woli Narodu, do którego należy suwerenna władza (art. 1). Cesarz podejmuje w sprawach państwowych tylko działania przewidziane niniejszą Konstytucją i nie jest wyposażony w pełnomocnictwa w zakresie realizacji władzy państwowej (art. 4). Wszelkie działania Cesarza w sprawach państwowych wymagają opinii i aprobaty Rady Ministrów jako organu odpowiedzialnego za te działania (art. 3). Tron Cesarski podlega sukcesji i dziedziczony będzie zgodnie z ustawą o Domu Cesarskim, uchwaloną przez Zgromadzenie (art. 2). Artykuł 88 w rozdziale VII (Finanse) mówi: Cały majątek Domu Cesarskiego należy do Państwa. Wszelkie wydatki Domu Cesarskiego powinny być określone przez Zgromadzenie jako odrębna część budżetu państwa.
Rozdział II Konstytucji zawiera tylko jeden artykuł 9, ale jest on powszechnie znany ze względu na swoją wyjątkowość, antymilitarystyczny charakter, powody jego umieszczenia w ustawie konstytucyjnej oraz znaczenie dla Japonii i państw ościennych. Zgodnie z tym artykułem Japonia wyrzeka się prawa do wojny, a Konstytucja nazywana jest popularnie „pokojową konstytucją” lub „powojenną konstytucją” (por. Japońskie Siły Samoobrony). W całości brzmi on:

Naród japoński, dążąc szczerze do międzynarodowego pokoju opartego na sprawiedliwości i ładzie, wyrzeka się na zawsze wojny jako suwerennego prawa narodu, jak również użycia lub groźby użycia siły jako środka rozwiązywania sporów międzynarodowych. Dla osiągnięcia celu określonego w poprzednim ustępie, nie będą nigdy utrzymywane lądowe, morskie i powietrzne siły zbrojne, ani inne środki mogące służyć wojnie. Nie uznaje się prawa państwa do prowadzenia wojny.

Ustrój zbudowany jest zgodnie z zasadą trójpodziału władz.
Władza ustawodawcza należy do dwuizbowego Zgromadzenia Narodowego, wybieranego w wyborach powszechnych (rozdz. IV).
Władzę wykonawczą pełni rząd z premierem na czele (rozdz. V).
Władza sądownicza należy do Sądu Najwyższego i tych sądów niższego stopnia, które ustanowi ustawa (rozdz. VI).
Sprawozdanie o dochodach i wydatkach państwowych podlega corocznemu badaniu przez Izbę Obrachunkową (art. 89).
Prawa i obowiązki obywatelskie omawia rozdział III. Zawarty w nim art. 14 zabrania dyskryminacji z powodu: rasy, wyznania, płci, pozycji społecznej i pochodzenia rodzinnego. Zakazane jest dziedziczenie tytułów. Roboty przymusowe są zakazane, z wyjątkiem gdy stanowią karę orzeczoną za przestępstwo (art. 18). Art. 20 gwarantuje wolność wyznania. Art. 27 zabrania zatrudniania nieletnich w sposób nadmiernie obciążający. Art. 28 gwarantuje pracownikom prawo do organizowania się, prowadzenia rokowań z pracodawcami i zbiorowego działania. Art. 36 zakazuje tortur.
Nowa konstytucja po raz pierwszy dała prawa wyborcze kobietom.